# Listă de companii din industria textilă din România
Aceasta este o listă de companii din industria textilă din România:
- Adesgo

- Argeșana

- Ann Reeves & Francesca

- Carpatex
- CALBAU - Fabrica confectii textile (Falticeni)
- Cristina fashion group  (Dorohoi)
- Iasitex
- Incov
- LARA Wear
- Mondex
- Pasmatex
- Rifil
- Rosko Textil
- Secuiana
- Siderma
- Sorste
- Teba Industries
- Transilana
- Vastex
- Vigotex
- Ikos Conf și Norada din Odorheiul Secuiesc, Serconf din Botoșani, Serca din Călărași și TJR din Tulcea, deținute de Joseph Serrousi și având în total 8.000 de angajați în 2009
- Uzina Textilă Arad (UTA)
- Oz Tasar din Ploiești [1]
- Transilvanian Trousers Company din Covasna
- Zarah Moden și New-Fashion din Covasna[2]
- Întreprinderea Textilă Bucegi, înființată în 1885, naționalizată în 1948 și transformată în Textila Trainica Pucioasa.[3]

Companii producătoare de fire și fibre sintetice
- Moldosin Vaslui
- Terom Iași
- Fibrexnylon Săvinești (fostă Fibrex)
- Polirom Roman
- Grulen Câmpulung [4][5]
- Corapet Corabia
- Romalfa Câmpulung Moldovenesc, Firmelbo Botoșani, Novafil Gura Humorului, Lonfil Botoșani și Filatura Buzău fac parte din grupul Rifil Săvinești
- Filbac Târgu Lăpuș, producător de fire din bumbac, de mobilier masiv și articole de lemn cu textil, intrat în insolvență în 2013.[6][7][8]
- Romanița SA din Caracal [9][10][11][12][13][14]
- Time International Trading [15][16][17]